# Éderson Alves Ribeiro Silva
Éderson Alves Ribeiro Silva (født 13. marts 1989) er en brasiliansk fodboldspiller.